# 9739 Пауелл
9739 Пауелл (9739 Powell) — астероїд головного поясу, відкритий 26 вересня 1987 року.
Тіссеранів параметр щодо Юпітера — 3,836.